# Oxyoppia dubia
Oxyoppia dubia är en kvalsterart som först beskrevs av Kulijev 1966.  Oxyoppia dubia ingår i släktet Oxyoppia och familjen Oppiidae. Inga underarter finns listade i Catalogue of Life.